# Quần đảo Maug
Maug  (theo ngôn ngữ của người Chamorro , Ma'ok , có nghĩa là "vững chắc" hay "vĩnh cửu") là một nhóm gồm ba hòn đảo nhỏ không có người ở. Nhóm đảo này là một phần của Khu Tự quản Quần đảo Bắc thuộc Quần đảo Bắc Mariana, nó là một phần của quần đảo Mariana thuộc tiểu vùng Châu Đại Dương của Micronesia .

## Địa lý

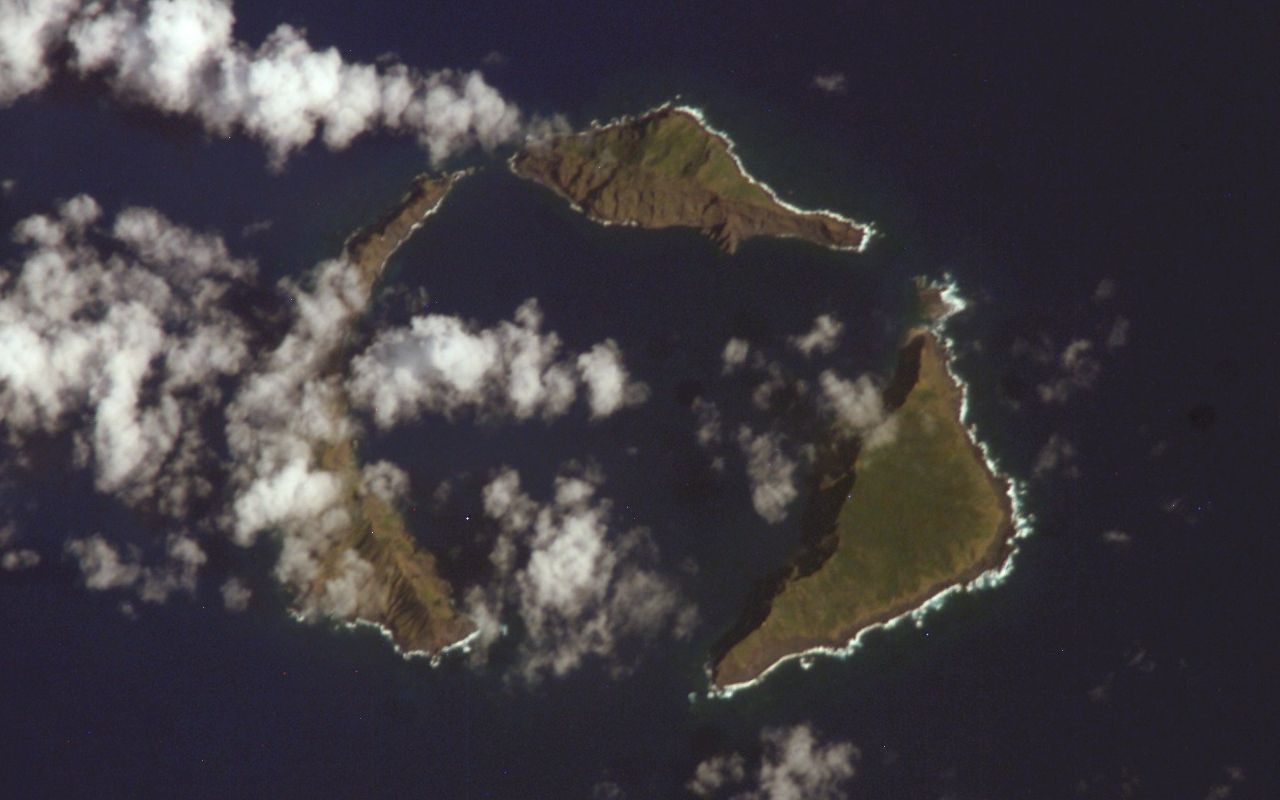
Quần đảo Maug được chụp từ không gian (Ảnh của NASA)

Quần đảo Maug nằm cách đảo Farallon de Pajaros khoảng 70 km (43 mi) về phía nam và cách đảo Asuncion 37 km (23 mi) về phía bắc. Quần đảo này bao gồm ba hòn đảo, vành ngoài của chúng bị xói mòn làm lộ ra một ngọn núi lửa chìm với miệng có đường kính khoảng 2,2 km (1,4 mi). Chân của núi lửa này có độ sâu vào khoảng 225 m (738 ft) so với mực nước biển, và đỉnh núi chỉ cách mặt nước 22 m (72 ft).  Tổng diện tích của ba hòn đảo là 2,13 kilômét vuông (0,82 dặm vuông Anh) và điểm cao nhất là 227 m (745 ft) so với mực nước biển. Cách Quần đảo Maug khoảng 10 km (6,2 mi) về phía tây bắc là Rạn san hô Supply, một ngọn núi lửa ngầm có đỉnh cao 8 m (26 ft) dưới mực nước biển. Quần đảo Maug và Rạn san hô Supply là một phần của cùng một khối núi lửa và được kết nối với nhau bằng một đéo đá ở độ sâu khoảng 1.800 feet (550 m) dưới mực nước biển.
| Đảo           | Dài (km) | Rộng (km) | Diện tích (km²) | Cao (m) |
| ------------- | -------- | --------- | --------------- | ------- |
| Đảo Bắc       | 1.5      | 0.5       | 0.47            | 227     |
| Đảo Đông      | 2.25     | 0.5       | 0.95            | 215     |
| Đảo Tây       | 2.0      | 0.75      | 0.71            | 178     |
| Quần đảo Maug | 3.1      | 3.0       | 2.13            | 227     |

## Môi trường
Cả 3 đảo đều là đồng cỏ. Trên đảo Đông có những cây dứa dại  và dừa (Cocos nucifera), gần khu định cư trước đây.

### Vùng chim quan trọng
Các đảo ở đây đã được BirdLife International công nhận là một vùng chim quan trọng (IBA) vì chúng là nơi sinh sống của các quần thể chim chân to Micronesia, Chim nhiệt đới đuôi đỏ, Nhạn đầu xám, Myzomela rubratra và Sáo đá Micronesia.

## Lịch sử
Theo quan điểm của người châu Âu, Quần đảo Maug đã được Gonzalo Gómez de Espinosa phát hiện vào năm 1522, người đã đặt tên cho quần đảo này là Las Monjas (Có nghĩa là "Các nữ tu" trong tiếng Tây Ban Nha). Gómez de Espinosa là một thành viên trong chuyến đi vòng quanh thế giới của Fernão de Magalhães, sau cái chết của Fernão de Magalhães, trong nỗ lực chuyển hướng con tàu Trinidad để băng qua Thái Bình Dương để đến Mexico. Gómez de Espinosa đã phát hiện hòn đảo lớn nhất của Quần đảo Maug có người Chamorro định cư, họ gọi đảo này là Mao hoặc là Pamo. Ở đây, Gómez de Espinosa đã trả tự do cho những người Chamorro mà ông đã bắt giữ trên đảo Agrihan, có 3 thành viên thủy thủ đoàn đã đào tẩu khỏi con tàu Trinidad và ở lại hòn đảo này. Hai trong số 3 thành viên đào thoát này đã bị giết bởi người Chamorro, nhưng người thứ ba, Gonzalo Alvarez de Vigo, sau đó đã được tìm thấy tại đảo Guam.
Năm 1669, một nhà truyền giáo người Tây Ban Nha Diego Luis de San Vitores, đã có chuyến ghé thăm Quần đảo Maug và đặt tên cho nó là San Lorenzo (St. Lawrence).
Năm 1695, tất cả cư dân trên quần đảo này đều bị trục xuất cưỡng bức đến đảo Saipan, và 3 năm sau đó (1698), đến đảo Guam. Kể từ thời điểm đó, các đảo này đã không còn người ở.
Quần đảo Maug đã được Tây Ban Nha nhượng lại cho Đức thông qua Hiệp ước Đức - Tây Ban Nha (1899), cùng với phần còn lại của Quần đảo Mariana (ngoại trừ Guam). Các thủ tục chuyển nhượng được thực hiện vào ngày 17 tháng 11 năm 1899 tại Saipan cho toàn bộ Quần đảo Bắc Mariana.
Sau khi Tây Ban Nha bán quần đảo Bắc Mariana cho Đức năm 1899, quần đảo Maug đã được quản lý như một phần của New Guinea thuộc Đức. Năm 1903, hòn đảo này dược một công ty Nhật Bản thuê, công ty này săn bắt chim để lấy lông xuất khẩu sang Nhật Bản, để từ đó xuất khẩu sang Paris.
Trong Thế Chiến I, Quần đảo Maug nằm dưới sự kiểm soát của Đế quốc Nhật Bản và sau đó được quản lý như một phần của Lãnh thổ Ủy trị Nam Dương. Người Nhật đã thành lập một trạm thời tiết trên các đảo và một nhà máy chế biến cá. Sau đó, quần đảo trở thành một phần của Căn cứ Hải Quân Hoa Kì Mariana. Trong Thế Chiến II, Tàu tuần dương phụ trợ Orion của Đức đã gặp gỡ các tàu tiếp tế tại đây  vào tháng 1 - tháng 2 năm 1941.
Sau Thế Chiến II, quần đảo này nằm dưới quyền kiểm soát của Hoa Kỳ và được quản lý như một phần của Lãnh thổ Ủy thác Quần đảo Thái Bình Dương.
Từ năm 1978, quần đảo này là một phần của Khu tự quản Quần đảo Bắc thuộc Khối thịnh vượng chung Quần đảo Bắc Mariana.
Năm 1985, theo Hiến pháp của Khối thịnh vượng chung Quần đảo Bắc Mariana, các đảo ở đây được chỉ định là khu vực hoang dã để bảo vệ và bảo tồn các tài nguyên thiên nhiên nơi đây.
Từ năm 2009, các vùng đất và vùng ngập nước xung quanh đảo đã trở thành một phần của Di tích quốc gia biên Rãnh Mariana của Hoa Kì.

## Thư viện ảnh

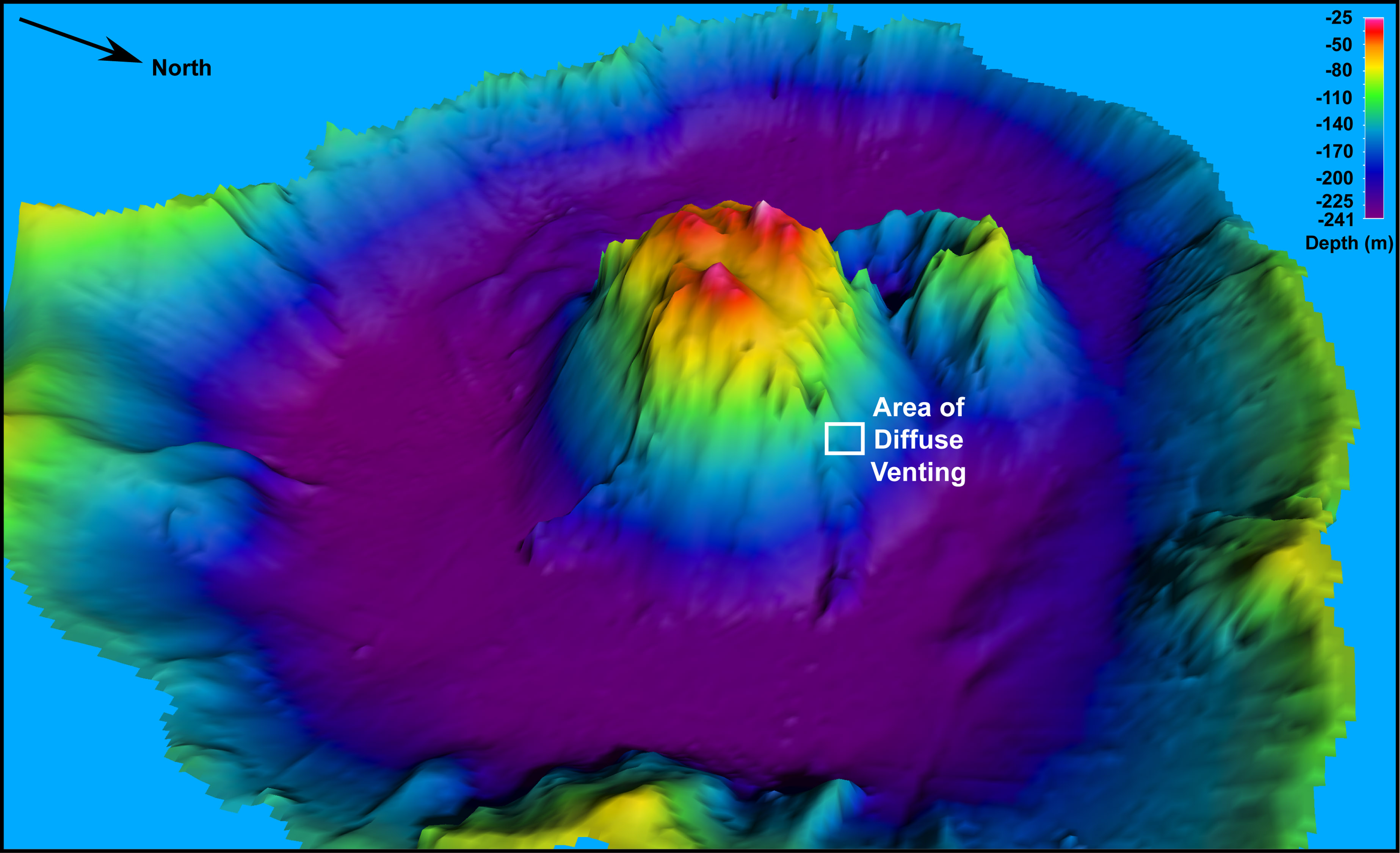
Phối cảnh của hình nón ở trung tâm hõm chảo. Màu sắc biểu thị độ sâu.
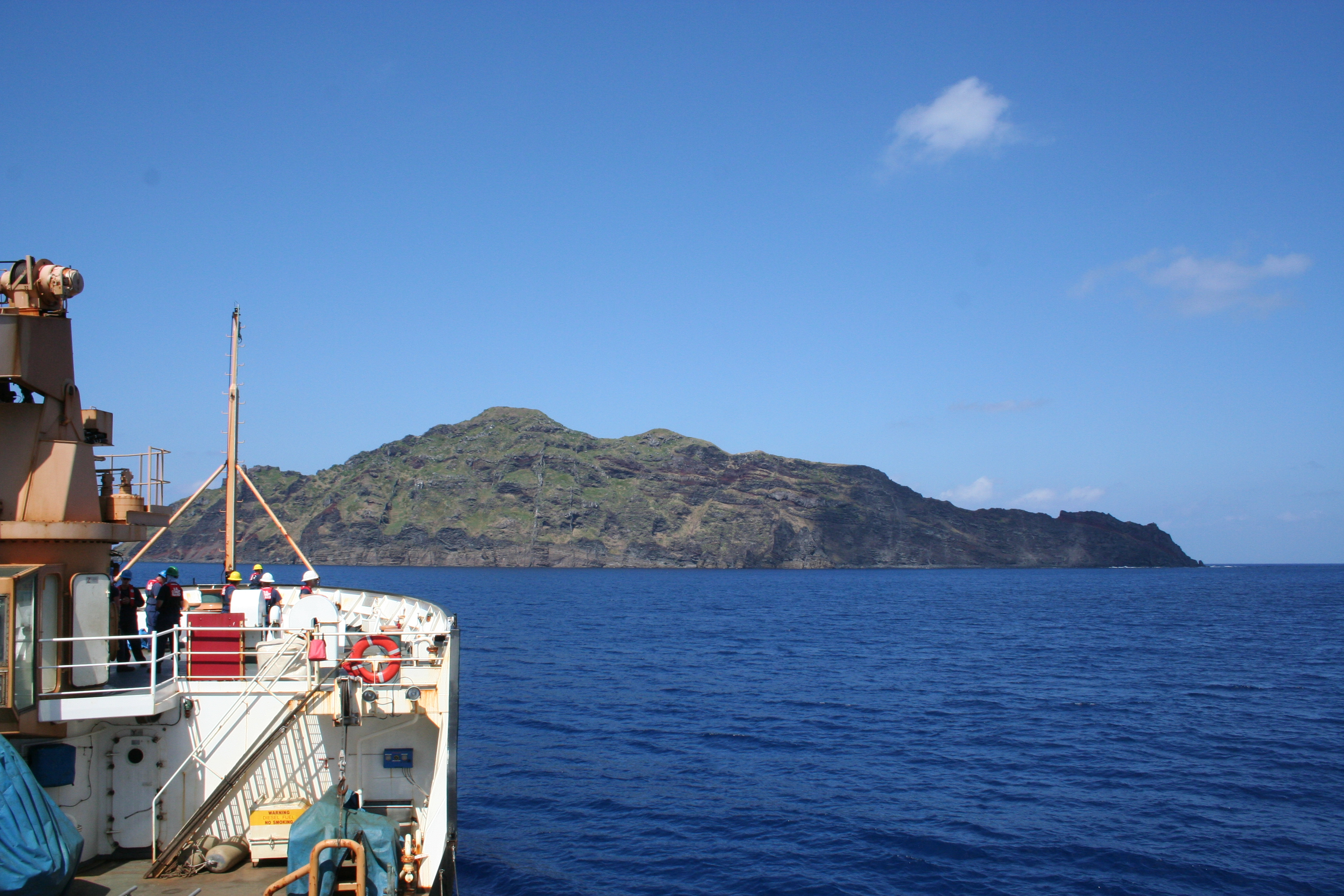
Đảo Dông của Quần đảo Maug được chụp từ tàu USCGC Sequoia.
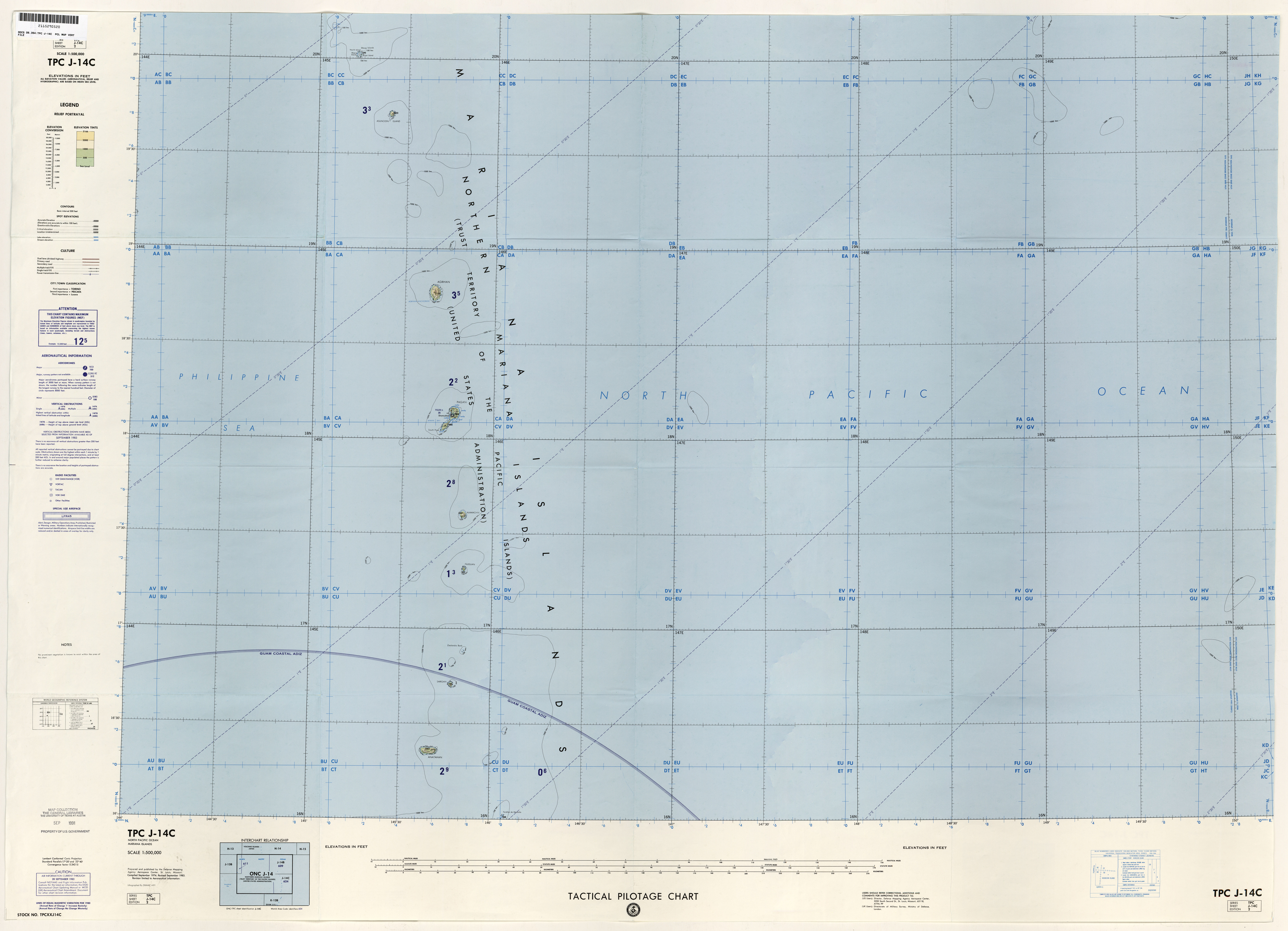
Bản đồ có chứa Quần đảo Maug (DMA, 1983)

## Tham  khảo
1. ↑  "16 MAUG" (PDF). Cơ quan Quản trị Khí quyển và Đại dương Quốc gia. tr. 67. Lưu trữ (PDF) bản gốc ngày 15 tháng 11 năm 2020. Truy cập ngày 15 tháng 11 năm 2020.
2. ↑  "Maug Islands". BirdLife Data Zone. BirdLife International. 2021. Truy cập ngày 8 tháng 2 năm 2021.
3. ↑  Robert F. Rogers: Destiny's landfall. A history of Guam. University of Hawai'i Press, Honolulu 1995, ISBN 0824816781, p. 10.
4. ↑  Sharp, Andrew The discovery of the Pacific Islands, Clarendon Press, Oxford, 1960, p.11
5. ↑  Gerd, Hardach (1990), König Kopra. Die Marianen unter deutscher Herrschaft 1899–1914 [King Copra: The Marianas under German rule, 1899–1914] (bằng tiếng Đức), Stuttgart: Steiner, tr. 133f, ISBN 3515057625
6. ↑  Brainard, Coral reef ecosystem monitoring report, p. 4.